# Osová Bítýška
Osová Bítýška (deutsch Ossowa Bittischka, älter auch Vitis) ist eine Gemeinde in Tschechien. Sie liegt sechs Kilometer nordwestlich von Velká Bíteš und gehört zum Okres Žďár nad Sázavou.

## Geographie
Osová Bítýška befindet sich im Krischanauer Bergland (Křižanovská vrchovina) im Süden der Böhmisch-Mährischen Höhe. Der Ort liegt gegenüber von Záblatí am linken Ufer der Bítýška. Südöstlich erhebt sich der Duforty (Düfort, 561 m). Durch Osová Bítýška führt die Staatsstraße 37 zwischen Křižanov und Velká Bíteš. Nördlich des Dorfes verläuft die Bahnstrecke von Brno nach Žďár nad Sázavou.
Nachbarorte sind Skřinářov im Norden, Ondrušky und Březí im Nordosten, Osová und Vlkov im Osten, Velká Bíteš, Kevlický Dvůr und Nové Sady im Südosten, Záblatí im Süden, Křeptovský Dvůr im Südwesten, Ruda im Westen sowie Tři Dvory und Ořechov im Nordwesten.

## Geschichte
Die erste urkundliche Erwähnung des zur Burg Osové gehörigen Dorfes  Vitis erfolgte im Jahre 1264. Die Pfarre in Vitis unterstand der Kommende des Deutschritterordens in Opava, als erster Pfarrer ist 1266 Kuno von Zbraslav überliefert.
Im Jahre 1349 wurde Vitis als ein Städtchen genannt. 1364 wurde der Ort als Bytesska bzw.Malá Bythezka, 1458 als Osowská Bytesska und danach als  Ossova Biteschka bezeichnet. Bis 1848 blieb Osová Bítýška immer zur Herrschaft Osové untertänig.
Nach der Aufhebung der Patrimonialherrschaften bildete Osová Bytyška ab 1850 mit den Ortsteilen Osové, Záblatí, Vlkov und Skřinářov eine Gemeinde in der Bezirkshauptmannschaft Velké Meziříčí.
1867 wurde Záblatí, ab 1874 Vlkov und 1884 auch Skřinářov zur eigenständigen Gemeinden. Im Jahre 1869 lebten in Osová Bítýška 701 Menschen, Osové hatte 82 Einwohner. Die Einwohnerzahl von Osová Bítýška hatte sich im Jahre 1900 auf 715 erhöht, und die von Osové auf 102. 1924 erhielt der Ortsteil Osové den Namen Osová. Zu Beginn des Jahres 1961 wurde die Gemeinde dem Okres Žďár nad Sázavou zugeordnet. Zwischen 1973 und 1990 war Záblatí eingemeindet. Seit 1992 besteht die Gemeinde wieder.

## Gemeindegliederung
Die Gemeinde Osová Bítýška besteht aus den Ortsteilen Osová (Ossowa) und Osová Bítýška (Ossowa Bittischka) sowie der Einschicht Tři Dvory (Dreihof).
Das Gemeindegebiet gliedert sich in die Katastralbezirke Osová und Osová Bítýška.

## Sehenswürdigkeiten
- Schloss Osová in Osová, das Schloss entstand zum Ende des 17. Jahrhunderts an Stelle einer seit 1348 nachweislichen und 1638 abgebrannten Wasserburg. Es befindet sich am Ufer des Teiches Okolník. Westlich des Schlosses liegt der 1835 angelegte Schlosspark. Das Schloss ist derzeit nicht zugänglich.
- Galerie Sýpka, die in einem zwischen Osová Bítýška und Osová gelegenen barocken Speicher des Schlosses Osová aus dem Jahre 1669 eingerichtete Galerie besteht seit 1990 und ist von Mai–September geöffnet.
- Kirche Jakobus des Älteren in Osová Bítýška, der ursprünglich frühgotische Bau aus der 2. Hälfte des 13. Jahrhunderts wurde in der Mitte des 17. Jahrhunderts vergrößert und barock umgestaltet.
- frühbarockes Pfarrhaus aus dem 18. Jahrhundert
- Sühnestein am Teich Třídvorský rybník bei Tři Dvory
- Statue der Jungfrau Maria und Betsäule auf dem Dorfplatz von Osová Bítýška

## Söhne und Töchter der Gemeinde
- Ivan Kříž (* 1922), Schriftsteller und Drehbuchautor